# Secondo Pia

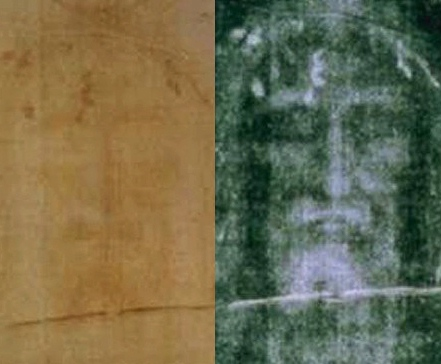
Das Turiner Grabtuch, Fotografie des Gesichts, Positiv links, rechts Negativ (Kontrast etwas verstärkt)

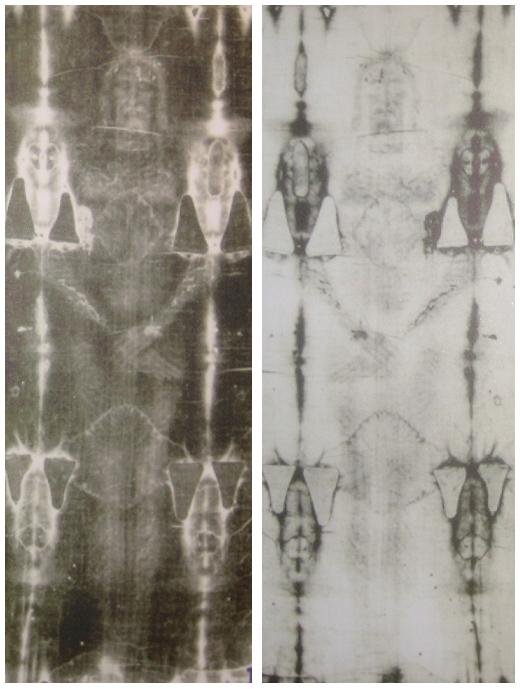
Die erste Fotografie des Grabtuches (Positiv und Negativ), überraschend war 1898 das viel deutlichere Negativbild

Secondo Pia (* 9. September 1855 in Asti; † 7. September 1941 in Turin) war ein italienischer Anwalt und Fotograf. Er ist insbesondere für seine Aufnahme des Turiner Grabtuchs vom 28. Mai 1898 bekannt. Diese wurde von der katholischen Kirche als Teil der Devotion des Heiligen Gesichts Christi anerkannt.

## Biografie
Pia interessierte sich sowohl für Künste wie auch für Wissenschaften und begann in den 1870er Jahren die neue Fototechnologie zu erforschen. In den 1890er Jahren war er Bürgermeister und Mitglied des Turiner Fotoklubs. Er war ein bekannter Fotograf in Turin und ein Teil seiner Aufnahmen befindet sich in der Sammlung des dortigen Filmmuseums. Er soll auch als Pionier in der Anwendung der Glühlampe in den 1890er Jahren gelten.
Secondo Pia gab den Anstoß für die moderne Grabtuchwissenschaft in unüblichen Umständen. Im Jahr 1898 feierte Turin zugleich das 400. Jubiläum des Turiner Doms und die 50 Jahre der Verfassung von 1848 (Statuto Albertino) zu Gunsten des Hauses Savoyen. In diesem Zusammenhang wurde das Grabtuch öffentlich ausgestellt und von Pia fotografiert. Nur mit einer aufwendigen Beleuchtungsausrüstung im dunklen Turiner Dom gelang es Pia, das Tuch zu fotografieren. Pia stellte dann fest, dass das Bildnis im Negativ viel detailreicher wirkte als im Original. Die ganze Geschichte wurde in der Zeitung Corriere Nazionale und kurz darauf in der Zeitung Osservatore Romano veröffentlicht. Dies löste eine Menge von Thesen und Debatten in Wissenschaft und Religion aus. Im Jahr 1931 wurde vom Fotograf Giuseppe Enrie eine ähnliche Aufnahme gemacht – mit den gleichen Erscheinungen im Negativ.